# For Your Pleasure
Az 1973-as For Your Pleasure a Roxy Music második nagylemeze, az utolsó, amelyen hallható Brian Eno billentyűs. Az album a 4. helyig jutott a brit albumlistán.
2000-ben a Q magazin Minden idők 100 legjobb brit albuma listáján a 33., három évvel később a Rolling Stone magazin Minden idők 500 legjobb albuma listáján 394. lett. A Pitchfork Media Az 1970-es évek 100 legjobb albuma listáján a 87. helyre került. Szerepel az 1001 lemez, amit hallanod kell, mielőtt meghalsz című könyvben.

## Az album dalai
| 1. | Do the Strand                   | Bryan Ferry | 4:04 |
| 2. | Beauty Queen                    | Ferry       | 4:41 |
| 3. | Strictly Confidential           | Ferry       | 3:48 |
| 4. | Editions of You                 | Ferry       | 3:51 |
| 5. | In Every Dream Home a Heartache | Ferry       | 5:29 |

| 1. | The Bogus Man     | Ferry | 9:20 |
| 2. | Grey Lagoons      | Ferry | 4:13 |
| 3. | For Your Pleasure | Ferry | 6:51 |

## Közreműködők
- Bryan Ferry – ének, zongora, Hohner Pianet, mellotron, szájharmonika
- Brian Eno – VCS3 szintetizátor, háttérvokál
- Andrew Mackay – oboa, szaxofon, Farfisa elektromos orgona
- Phil Manzanera – elektromos gitár
- John Porter – basszusgitár
- Paul Thompson – dob

## Fordítás
Ez a szócikk részben vagy egészben a For Your Pleasure című angol Wikipédia-szócikk ezen változatának fordításán alapul.  Az eredeti cikk szerkesztőit annak laptörténete sorolja fel. Ez a jelzés csupán a megfogalmazás eredetét és a szerzői jogokat jelzi, nem szolgál a cikkben szereplő információk forrásmegjelöléseként.